# Mosborough
Mosborough – wieś w Anglii, w South Yorkshire, w dystrykcie metropolitalnym Sheffield. W 2011 miejscowość liczyła 17 097 mieszkańców.